# Hylodidae
Hylodidae Günther, 1858 è una famiglia di anfibi dell'ordine degli Anuri, presenti nel Nord-Ovest e Sud del Brasile e nel Nord dell'Argentina. 

## Tassonomia
La famiglia comprende 45 specie raggruppate in tre generi:
- Crossodactylus Duméril and Bibron, 1841 (14 sp.)
- Hylodes Fitzinger, 1826 (24 sp.)
- Megaelosia Miranda-Ribeiro, 1923 (7 sp.)